# قطعنامه ۱۲۲۷ شورای امنیت
قطعنامه ۱۲۲۷ شورای امنیت سازمان ملل متحد که در تاریخ ۱۰ فوریه ۱۹۹۹ تصویب شد، سندی بین‌المللی دربارهٔ بررسی وضعیت میان اریتره و اتیوپی است. این قطعنامه طی نشست ۳۹۷۵ام با ۱۵ رای موافق، ۰ مخالف و ۰ ممتنع تصویب شد.